# Bundestagswahlkreis Märkischer Kreis I
Der Bundestagswahlkreis Märkischer Kreis I war von 1980 bis 2002 ein Wahlkreis in Nordrhein-Westfalen. Er umfasste den Nordteil des Märkischen Kreises mit den Gemeinden Iserlohn, Balve, Hemer, Menden (Sauerland), Nachrodt-Wiblingwerde und Neuenrade. Alle Gemeinden des Wahlkreises gehören seit 2002 zum Wahlkreis Märkischer Kreis II. Der Wahlkreis wurde zuletzt von Dagmar Freitag (SPD) direkt gewonnen.
Die Vorgängerwahlkreise mit ähnlichem Gebietsumfang waren von 1949 bis 1965 der Wahlkreis Iserlohn-Stadt und -Land und von 1965 bis 1980 der Wahlkreis Iserlohn.

## Wahlkreissieger
| Wahl | Name               | Partei | Erststimmen |
| ---- | ------------------ | ------ | ----------- |
| 1998 | Dagmar Freitag     | SPD    | 49,6 %      |
| 1994 | Cornelia Yzer      | CDU    | 48,0 %      |
| 1990 | Cornelia Yzer      | CDU    | 48,5 %      |
| 1987 | Otto Wulff         | CDU    | 49,6 %      |
| 1983 | Otto Wulff         | CDU    | 54,8 %      |
| 1980 | Otto Wulff         | CDU    | 46,8 %      |
| 1976 | Hermann Scheffler  | SPD    | 48,5 %      |
| 1972 | Hermann Scheffler  | SPD    | 53,6 %      |
| 1969 | Werner Jacobi      | SPD    | 48,5 %      |
| 1965 | Theodor Mengelkamp | CDU    | 47,5 %      |
| 1961 | Theodor Mengelkamp | CDU    | 44,1 %      |
| 1957 | Johannes Kunze     | CDU    | 53,3 %      |
| 1953 | Johannes Kunze     | CDU    | 49,0 %      |
| 1949 | Erik Nölting       | SPD    | 34,5 %      |

## Wahlkreisgeschichte
| Wahl      | Wahlkreisname                | Gebiet |
| --------- | ---------------------------- | --- |
| 1949      | 60 Iserlohn-Stadt und -Land  | Kreisfreie Stadt Iserlohn, Kreis Iserlohn                                                                          |
| 1953–1965 | 119 Iserlohn-Stadt und -Land | Kreisfreie Stadt Iserlohn, Kreis Iserlohn                                                                          |
| 1965–1976 | 119 Iserlohn                 | Kreisfreie Stadt Iserlohn, Kreis Iserlohn                                                                          |
| 1980–1998 | 122 Märkischer Kreis I       | Vom Märkischen Kreis die Gemeinden Iserlohn, Balve, Hemer, Menden (Sauerland), Nachrodt-Wiblingwerde und Neuenrade |